# Pairie de Grande-Bretagne
La pairie de Grande-Bretagne comprend toutes les pairies encore existantes créées dans le royaume de Grande-Bretagne après l'Acte d'Union (1707), mais avant l'Acte d'Union (1800). La pairie de Grande-Bretagne remplaça alors les pairies d'Angleterre et d'Écosse, jusqu'à ce qu'elle soit elle-même remplacée par la pairie du Royaume-Uni en 1801.
Jusqu'à l'adoption de l'Acte de la Chambre des lords (1999), tous les pairs de Grande-Bretagne pouvaient siéger à la Chambre des lords.
Les rangs de la pairie de Grande-Bretagne sont duc, marquis, comte (« earl »), vicomte et baron.
Dans le tableau des pairs de Grande-Bretagne (ci-dessous) sont listés leurs titres d'importance supérieure ou égale dans d'autres pairies.

## Duc -(Duke)
- Titre subsidiaire.

| Titres                  | Création          | Titulaire                                                              | Devise                            | Blason |
| ----------------------- | ----------------- | ---------------------------------------------------------------------- | --------------------------------- | ------ |
| - Duc de Brandon        | 10 septembre 1711 | Lord Alexander Douglas-Hamilton, 13e Duc de Brandon né le 31 mars 1978 | « JAMAIS ARRIERE »                |        |
| - Duc de Manchester     | 28 avril 1719     | Lord Alexander Montagu, 13e Duc de Manchester né le 11 décembre 1962   | « DISPONENDO ME, NON MUTANDO ME » |        |
| - Duc de Northumberland | 20 avril 1663     | Lord Ralph Percy, 12e Duc de Northumberland né le 16 novembre 1956     | « DISPONENDO ME, NON MUTANDO ME » |        |

## Marquis -(Marquess)
- Titre subsidiaire.

| Titres                 | Création        | Titulaire                                                             | Devise                     | Blason |
| ---------------------- | --------------- | --------------------------------------------------------------------- | -------------------------- | ------ |
| - Marquis d'Abercorn   | 15 octobre 1790 | Lord James Hamilton, 6e Marquis d'Abercorn né le 4 juillet 1934       | « SOLA NOBILITAS VIRTUS »  |        |
| - Marquis de Bath      | 18 août 1789    | Lord Ceawlin Thynn, 8e Marquis de Bath né le 6 juin 1974              | « J'AY BONNE CAUSE »       |        |
| - Marquis de Bute      | 2 février 1796  | Lord John Crichton-Stuart, 7e Marquis de Bute né le 26 avril 1958     | « NOBILIS EST IRA LEONIS » |        |
| - Marquis d'Hertford   | 5 juillet 1793  | Lord Henry Seymour, 9e Marquis de Hertford né le 6 juillet 1958       | « FIDE ET AMORE »          |        |
| - Marquis de Lansdowne | 6 décembre 1784 | Lord Charles Petty, 9e Marquis de Lansdowne né le 21 février 1941     | « VIRTUTE NON VERBIS »     |        |
| - Marquis de Salisbury | 10 août 1789    | Lord Robert Gascoyne, 7e Marquis de Salisbury né le 30 septembre 1946 | « SERO SED SERIO »         |        |
| - Marquis de Stafford  | 1er mars 1786   | Lord James Egerton, 8e Marquis de Stafford né le 12 août 1975         | « SIC DONEC »              |        |
| - Marquis Townshend    | 31 octobre 1787 | Lord Charles Townshend, 8e Marquis Townshend né le 26 septembre 1945  | « SERO SED SERIO »         |        |

## Comte -(Earl)
- Titre subsidiaire.

| Titres                | Création        | Titulaire                                                              | Devise                 | Blason |
| --------------------- | --------------- | ---------------------------------------------------------------------- | ---------------------- | ------ |
| - Comte d'Abergavenny | 14 janvier 1876 | Lord Christopher Nevill, 10e Comte d'Abergavenny né le 26 avril 1958   | « NE VILE VELIS »      |        |
| - Comte d'Ailesbury   | 10 juin 1776    | Lord David Brudenell, 11e Comte d'Ailesbury né le 12 novembre 1952     | « THINK AND THANK »    |        |
| - Comte d'Aylesford   | 19 octobre 1714 | Lord Charles Finch-Knightley, 12e Comte d'Aylesford né le 27 mars 1947 | « APERTO VIVERE VOTO » |        |
| - Comte Bathurst      | 27 août 1772    | Lord Allen Bathurst, 9e Comte Bathurst né le 11 mars 1961              | « TIEN TA FOY »        |        |
| - Comte de Beverley   | 10 juin 1776    | Lord Michael Brudenell, 13e Comte de Beverley né le 16 novembre 1956   | « ESPERANCE EN DIEU »  |        |

| Titres                          | Création           | Titulaire                                   | Monarque   | Blason |
| ------------------------------- | ------------------ | ------------------------------------------- | ---------- | ------ |
| - Comte de Bristol (en)         | 19 octobre 1714    | Frederick Hervey, 12e Comte de Bristol      | George Ier |        |
| - Comte Brooke                  | 7 juillet 1746     | Guy Greville, 9e Comte Brooke               | George III |        |
| - Comte de Buckinghamshire (en) | 5 septembre 1746   | George, 10e Comte de Buckinghamshire        | George III |        |
| - Comte Cadogan (en)            | 27 décembre 1800   | Charles Cadogan, 8e Comte Cadogan           | George III |        |
| - Comte Camden                  | 13 mai 1786        | David Pratt, 6e Comte Camden                | George III |        |
| - Comte de Carnarvon            | 3 juillet 1793     | George Herbert, 8e Comte de Carnarvon       | George III |        |
| - Comte de Clarendon            | 14 juin 1776       | George Villiers, 8e Comte de Clarendon      | George III |        |
| - Comte de Dartmouth (en)       | 5 septembre 1711   | William Legge, 10e Comte de Dartmouth       | George III |        |
| - Comte De La Warr (en)         | 18 mars 1761       | William Sackville, 11e Comte De La Warr     | George III |        |
| - Comte Ferrers (en)            | 3 septembre 1711   | William Sackville, 11e Comte De La Warr     | Anne       |        |
| - Comte Fortescue (en)          | 1er septembre 1789 | Charles Fortescue, 8e Comte Fortescue       | George III |        |
| - Comte Gower                   | 8 juillet 1746     | Francis Egerton, 7e Comte Gower             | George III |        |
| - Comte Graham de Belford       | 19 octobre 1714    | James Graham, 8e Comte Graham de Belford    | Anne       |        |
| - Comte Grosvenor               | 5 juillet 1784     | Hugh Grosvenor, 10e Comte Grosvenor         | George III |        |
| - Comte de Guilford (en)        | 8 avril 1752       | Piers Brownlow North, 10e Comte de Guilford | George III |        |
| - Comte de Hardwicke (en)       | 2 avril 1754       | Joseph Yorke, 10e Comte de Hardwicke        | George III |        |
| - Comte de Harrington (en)      | 9 février 1742     | Charles Stanhope, 12e Comte de Harrington   | George II  |        |
| - Comte de Hertford             | 3 août 1750        | Henry Seymour, 9e Comte de Hertford         | George III |        |
| - Comte de Hillsborough         | 20 août 1789       | Edmund Hill, 10e Comte de Hillsborough      | George III |        |
| - Comte d'Ilchester (en)        | 17 juin 1756       | Robin Fox-Strangways, 10e Comte d'Ilchester | George III |        |
| - Comte de Macclesfield         | 15 novembre 1721   | Timothy Parker, 9e Comte de Macclesfield    | George Ier |        |
| - Comte de Malmesbury (en)      | 29 décembre 1800   | James Harris, 7e Comte de Malmesbury        | George III |        |
| - Comte de Mansfield (en)       | 1er août 1792      | Alexander Murray, 9e Comte de Mansfield     | George III |        |
| - Comte de Mount Edgcumbe (en)  | 31 août 1789       | Robert, 8e Comte de Mount Edgcumbe          | George III |        |
| - Comte de Northumberland       | 2 octobre 1749     | Ralph Percy, 12e Comte de Northumberland    | George III |        |
| - Comte de Percy                | 2 octobre 1766     | Ralph Percy, 12e Comte Percy                | George III |        |
| - Comte de Portsmouth (en)      | 11 avril 1743      | Quentin Wallop, 10e Comte de Portsmouth     | George II  |        |
| - Comte de Radnor               | 31 octobre 1765    | William Pleydell, 9e Comte de Radnor        | George III |        |
| - Comte Spencer                 | 1er novembre 1765  | Charles Spencer, 9e Comte Spencer           | George III |        |
| - Comte Talbot (en)             | 3 juillet 1784     | Charles Chetwynd-Talbot, 7e Comte Talbot    | George III |        |
| - Comte de Tankerville (en)     | 19 octobre 1714    | Peter Bennett, 10e Comte de Tankerville     | George III |        |
| - Comte de Uxbridge             | 19 septembre 1784  | Benedict Paget, 10e Comte de Uxbridge       | George III |        |
| - Comte Waldegrave (en)         | 13 septembre 1729  | James Waldegrave, 13e Comte Waldegrave      | George II  |        |
| - Comte de Warwick              | 21 mars 1796       | Guy Greville, 9e Comte de Warwick           | George III |        |
| - Comte de Windsor              | 21 mars 1796       | John Crichton-Stuart, 10e Comte de Windsor  | George III |        |
| - Comte de Wycombe              | 6 décembre 1784    | Charles Petty, 9e Comte de Wycombe          | George III |        |
| - Comte de Yarmouth (en)        | 5 juillet 1793     | Henry Seymour, 9e Comte de Yarmouth         | George III |        |

## Vicomte -(Viscount)
- Titre subsidiaire.

| Titres                | Création          | Titulaire                                                  | Devise                          | Blason |
| --------------------- | ----------------- | ---------------------------------------------------------- | ------------------------------- | ------ |
| - Vicomte Althorp     | 1er novembre 1765 | Lord Louis Spencer, 10e Vicomte Althorp né le 14 mars 1994 | «DIEU DEFEND LE DROIT»          |        |
| - Vicomte Bayham      | 13 mai 1786       | Lord David Pratt, 6e Vicomte Bayham né le 13 août 1930     | «JUDICIUM PARIUM AUT LEX TERRÆ» |        |
| - Vicomte Beauchamp   | 3 août 1750       | Henry Seymour, 10e Vicomte Beauchamp                       |                                 |        |
| - Vicomte Belgrave    | 5 juillet 1784    | Hugh Grosvenor, 7e Vicomte Belgrave                        |                                 |        |
| - Vicomte Bolingbroke | 7 juillet 1712    | Nicholas Mowbray, 9e Vicomte Bolingbroke                   |                                 |        |
| - Vicomte Saint John  | 7 juillet 1712    | Nicholas Mowbray, 10e Vicomte Saint John                   |                                 |        |

## Baron -(Baron)
- Titre subsidiaire.

| Titres                          | Création          | Titulaire                                                                        | Devise                                 | Blason |
| ------------------------------- | ----------------- | -------------------------------------------------------------------------------- | -------------------------------------- | ------ |
| - Baron Apsley                  | 24 janvier 1771   | Lord Benjamin Bathurst, 11e Baron Apsley né le 11 mars 1961                      | « TIEN TA FOY »                        |        |
| - Baron Auckland                | 22 mai 1793       | Lord Robert Eden, 10e Baron Auckland né le 25 juillet 1962                       | « SI SIT PRUDENTIA »                   |        |
| - Baron Bagot                   | 12 octobre 1780   | Lord Charles Bagot, 10e Baron Bagot né le 23 février 1944                        | « ANTIQUUM OBTINENS »                  |        |
| - Baron Bathurst                | 1er janvier 1712  | Lord Benjamin Bathurst, 11e Baron Bathurst né le 11 mars 1961                    | « TIEN TA FOY »                        |        |
| - Baron Bolton (en)             | 20 octobre 1797   | Lord Harry Orde-Powlett, 8e Baron Bolton                                         |                                        |        |
| - Baron Boringdon               | 18 mai 1784       | Lord Mark Parker, 8e Baron Boringdon                                             |                                        |        |
| - Baron Boston (en)             | 10 avril 1761     | Lord George Irby, 11e Baron Boston                                               |                                        |        |
| - Baron Boyle de Marston        | 5 septembre 1711  | Lord John Boyle, 15e Baron Boyle de Marston                                      |                                        |        |
| - Baron Bradford                | 13 août 1794      | Lord Richard Bridgeman, 8e Baron Bradford                                        |                                        |        |
| - Baron Braybrooke              | 5 septembre 1788  | Lord Richard Neville, 11e Baron Braybrooke                                       |                                        |        |
| - Baron Brodrick                | 1er juin 1796     | Lord Ashley Brodrick, 13e Baron Brodrick                                         |                                        |        |
| - Baron Brownlow (en)           | 20 mai 1776       | Lord Edward Cust, 7e Baron Brownlow                                              |                                        |        |
| - Baron Bruce                   | 17 avril 1746     | Lord Michael Brudenell-Bruce, 9e Baron Bruce                                     |                                        |        |
| - Baron Cadogan                 | 8 mai 1718        | Lord Charles Cadogan, 10e Baron Cadogan né le 24 mars 1937                       | « QUI INVIDET MINOR EST »              |        |
| - Baron Camden                  | 17 juillet 1765   | Lord David Pratt, 7e Baron Camden né le 13 août 1930                             | « JUDICIUM PARIUM AUT LEX TERRÆ »      |        |
| - Baron Cardiff                 | 20 mai 1776       | Lord John Crichton-Stuart, 8e Baron Cardiff né le 21 décembre 1989               | « GOD SEND GRACE »                     |        |
| - Baron Carleton                | 21 août 1786      | Lord Henry Boyle, 10e Baron Carleton né le 19 janvier 1960                       | « SPECTEMUR AGENDO »                   |        |
| - Baron Carrington              | 18 mai 1784       | Lord Rupert Carington, 7e Baron Carrington né le 2 décembre 1948                 | « TENAX IN FIDE »                      |        |
| - Baron Cawdor                  | 21 juin 1796      | Lord Colin Campbell, 8e Baron Cawdor né le 30 juin 1962                          | « BE MINDFUL »                         |        |
| - Baron Clive                   | 13 août 1794      | Lord John Herbert, 9e Baron Clive né le 19 mai 1952                              | « UNG JE SERVIRAY »                    |        |
| - Baron Cranley                 | 20 mai 1776       | Lord Rupert Onslow, 9e Baron Cranley né le 16 juin 1967                          | « FESTINA LENTE »                      |        |
| - Baron Curzon                  | 13 août 1794      | Lord Frederick Curzon, 8e Baron Curzon né le 29 janvier 1951                     | « LET CURZON HOLDE WHAT CURZON HELDE » |        |
| - Baron Ducie                   | 27 avril 1763     | Lord Dyfrig Roberts, 8e Baron Ducie né le 20 septembre 1951                      | « PERSEVERANDO »                       |        |
| - Baron Dundas                  | 13 août 1794      | Lord Lawrence Dundas, 7e Baron Dundas né le 28 décembre 1937                     | « ESSAYEZ »                            |        |
| - Baron Dynevor                 | 17 octobre 1780   | Lord Hugo Rhys, 10e Baron Dynevor né le 19 novembre 1966                         | « SECRET ET HARDI »                    |        |
| - Baron Edgcumbe                | 20 avril 1742     | Lord Christopher Edgcumbe, 10e Baron Edgcumbe né le 1950                         | « AU PLAISIR FORT DE DIEU »            |        |
| - Baron Eldon                   | 18 juillet 1799   | Lord John Scott, 6e Baron Eldon né le 9 juillet 1962                             | « SIT SINE LABE DECUS »                |        |
| - Baron Middleton               | 1711              |                                                                                  |                                        |        |
| - Baron Boyle de Marston        | 1711              |                                                                                  |                                        |        |
| - Baron Hay de Pedwardine       | 1711              |                                                                                  |                                        |        |
| - Baron Onslow                  | 1716              |                                                                                  |                                        |        |
| - Baron Romney                  | 1716              |                                                                                  |                                        |        |
| - Baron Newburgh                | 1716              |                                                                                  |                                        |        |
| - Baron Walpole                 | 1756              |                                                                                  |                                        |        |
| - Baron King                    | 1725              |                                                                                  |                                        |        |
| - Baron Monson                  | 1728              |                                                                                  |                                        |        |
| - Baron Ponsonby de Sysonby     | 1749              |                                                                                  |                                        |        |
| - Baron Vere d'Hanworth         | 1750              |                                                                                  |                                        |        |
| - Baron Scarsdale               | 9 avril 1761      | Lord Peter Curzon, 8e Baron Scarsdale né le 6 mars 1949                          | « RECTE ET SUAVITER »                  |        |
| - Baron Pelham                  | 4 mai 1762        | Lord John Pelham, 9e Baron Pelham né le 14 avril 1944                            | « VINCIT AMOR PATRIÆ »                 |        |
| - Baron Vernon                  | 12 mai 1762       | Lord Anthony Vernon-Harcourt, 11e Baron Vernon né le 29 octobre 1939             | « VERNON SEMPER VIRET »                |        |
| - Baron Sundridge               | 22 décembre 1766  | Lord Torquhil Campbell, 10e Baron Sundridge né le 29 mai 1968                    | « NE OBLIVISCARIS »                    |        |
| - Baron Hawke                   | 20 mai 1776       | Lord William Hawke, 12e Baron Hawke né le 23 juin 1995                           | « STRIKE »                             |        |
| - Baron Harrowby                | 20 mai 1776       | Lord Dudley Ryder, 9e Baron Harrowby né le 18 mars 1951                          | « SERVATA FIDES CINERI »               |        |
| - Baron Foley                   | 8 janvier 1766    | Lord Thomas Foley, 9e Baron Foley né le 1er avril 1961                           | « UT PRROSIM »                         |        |
| - Baron Walsingham              | 17 octobre 1780   | Lord John de Grey, 9e Baron Walsingham né le 21 février 1925                     | « EXCITARI NON HEBESCERE »             |        |
| - Baron Southampton             | 17 octobre 1780   | Lord Edward FitzRoy, 7e Baron Southampton né le 8 juillet 1955                   | « ET DECUS ET PRETIUM RECTI »          |        |
| - Baron Grantley                | 9 avril 1782      | Lord Richard Norton, 8e Baron Grantley né le 30 janvier 1956                     | « AVI NUMERANTUR AVORUM »              |        |
| - Baron Rodney                  | 19 juin 1782      | Lord John Rodney, 11e Baron Rodney né le 5 juillet 1999                          | « NON GENERANT AQUILAE COLUMBAS »      |        |
| - Baron Eliot                   | 13 janvier 1784   | Lord Albert Eliot, 12e Baron Eliot né le 4 novembre 2004                         | « PRAECEDENTIBUS INSTA »               |        |
| - Baron Somers                  | 17 mai 1784       | Lord Philip Somers-Cocks, 9e Baron Somers né le 4 janvier 1948                   | « PRODESSE QUAM CONSPICI »             |        |
| - Baron Tyrone                  | 21 août 1786      | Lord Henry Beresford, 9e Baron Tyrone né le 23 mars 1958                         | « NIL NISI CRUCE »                     |        |
| - Baron Suffield                | 21 août 1786      | Lord John Harbord-Hamond, 13e Baron Suffield né le 10 juillet 1956               | « AEQUANIMITER »                       |        |
| - Baron Kenyon                  | 9 juin 1788       | Lord Lloyd Tyrell-Kenyon, 7e Baron Kenyon né le 9 avril 1972                     | « MAGNANIMITER CRUCEM SUSRINE »        |        |
| - Baron Howe                    | 19 août 1788      | Lord Frederick Penn Curzon, 7e Baron Howe né le 29 janvier 1951                  | « LET CURZON HOLDE WHAT CURZON HELDE » |        |
| - Baron Fisherwick              | 3 juillet 1790    | Lord Arthur Chichester, 8e Baron Fisherwick né le 9 mai 1952                     | « INVICTUM SEQUITUR HONOR »            |        |
| - Baron Verulam                 | 8 juillet 1790    | Lord John Grimston, 7e Baron Verulam né le 21 avril 1951                         | « MEDIOCTRIA FIRMA »                   |        |
| - Baron Gage                    | 14 septembre 1720 | Lord Henry Gage, 8e Baron Gage né le 9 avril 1934                                | « COURAGE SANS PEUR »                  |        |
| - Baron Thurlow                 | 11 juin 1792      | Lord Roualeyn Hovell-Thurlow-Cumming-Bruce, 9e Baron Thurlow né le 13 avril 1952 | « FUIMUS »                             |        |
| - Baron Mendip                  | 13 août 1794      | Lord James Ellis Agar, 10e Baron Mendip né le 7 septembre 1982                   | « VIA TRITA VIA TUTA »                 |        |
| - Baron Mulgrave                | 13 août 1794      | Lord Constantine Phipps, 6e Baron Mulgrave né le 24 février 1954                 | « VIRTUTE QUIES »                      |        |
| - Baron Yarborough              | 13 août 1794      | Lord Charles Pelham, 9e Baron Yarborough né le 5 novembre 1963                   | « VINCIT AMOR PATRIÆ »                 |        |
| - Baron Loughborough            | 31 octobre 1795   | Lord Peter St Clair-Erskine, 7e Baron Loughborough né le 31 mars 1958            | « ILLÆSO LUMINE SOLEM »                |        |
| - Baron Rous                    | 28 mai 1796       | Lord Robert Rous, 11e Baron Rous né le 25 mars 1937                              | « JE VIVE EN ESPOIR »                  |        |
| - Baron Stuart de Castle Stuart | 4 juin 1796       | Lord John Douglas Stuart, 13e Baron Stuart de Castle Stuart né le 29 août 1966   | « SALUS PER CHRISTUM REDEMPTOREM »     |        |
| - Baron Stewart de Garlies      | 6 juin 1796       | Lord Andrew Stewart, 8e Baron Stewart de Garlies né le 13 mars 1949              | « VIRESCIT VULNERE VIRTUS »            |        |
| - Baron Harewood                | 18 juin 1796      | Lord David Lascelles, 8e Baron Harewood né le 21 octobre 1950                    | « IN SOLO DEO SALUS »                  |        |
| - Baron Minto                   | 20 octobre 1797   | Lord John Scott, 7e Baron Minto né le 1er décembre 1953                          | « SUAVITER ET FORTITER »               |        |
| - Baron Lilford                 | 26 octobre 1797   | Lord Mark Powys, 8e Baron Lilford né le 16 novembre 1975                         | « PARTA TUERI »                        |        |
| - Baron Wodehouse               | 26 octobre 1797   | Lord David Wodehouse, 8e Baron Wodehouse né le 10 octobre 1978                   | « AGINCOURT »                          |        |